# Ambition (album de Wale)
Pour les articles homonymes, voir Ambition.
Albums de Wale
Attention Deficit
(2009) The Gifted
(2013)
Singles
1. Lotus Flower Bomb
Sortie : 11 octobre 2011
2. Sabotage
Sortie : 31 janvier 2011

Ambition est le deuxième album studio de Wale, sorti le 1er novembre 2011.
L'album s'est classé 1er au Top R&B/Hip-Hop Albums et au Top Rap Albums et 2e au Billboard 200.

## Liste des pistes
| No  | Titre                                       | Contient un (des) sample(s) de                                        | Durée |
| --- | ------------------------------------------- | --------------------------------------------------------------------- | ----- |
| 1.  | Don't Hold Your Applause                    |                                                                       | 3:14  |
| 2.  | Double M Genius                             |                                                                       | 2:48  |
| 3.  | Miami Nights                                | Magic de Mass Production                                              | 3:36  |
| 4.  | Legendary                                   | The Sly, Slick and the Wicked de The Lost Generation                  | 5:04  |
| 5.  | Lotus Flower Bomb (featuring Miguel)        |                                                                       | 3:31  |
| 6.  | Chain Music                                 |                                                                       | 3:19  |
| 7.  | Focused (featuring Kid Cudi)                |                                                                       | 3:32  |
| 8.  | Sabotage (featuring Lloyd)                  | Sabotage de Cloudeater                                                | 5:28  |
| 9.  | White Linen (Coolin') (featuring Ne-Yo)     |                                                                       | 3:37  |
| 10. | Slight Work (featuring Big Sean)            | Can't Stop, Won't Stop des Young Gunz The Power Is On de The Go! Team | 3:39  |
| 11. | Ambition (featuring Meek Mill et Rick Ross) |                                                                       | 5:02  |
| 12. | Illest Bitch                                |                                                                       | 4:16  |
| 13. | No Days Off                                 |                                                                       | 3:37  |
| 14. | DC or Nothing                               |                                                                       | 4:58  |
| 15. | That Way (featuring Jeremih et Rick Ross)   |                                                                       | 4:29  |

| 16. | Bait | 4:29 |